# 纳努克
纳努克是巴西米纳斯吉拉斯州的一个市镇。总面积1515.37平方公里，总人口40307人，人口密度26.6人/平方公里。